# أنطونيو دي كوينتانايلا
أنطونيو دي كوينتانايلا هو سياسي إسباني، ولد في 14 نوفمبر 1787 في Pámanes ‏ في إسبانيا، وتوفي في 1863 في ألمرية في إسبانيا.